# Cyrtodactylus consobrinus
Cyrtodactylus consobrinus är en ödleart som beskrevs av  Peters 1871. Cyrtodactylus consobrinus ingår i släktet Cyrtodactylus och familjen geckoödlor.

## Underarter
Arten delas in i följande underarter:
- C. c. kinabaluensis
- C. c. consobrinus